# Napoleone Cozzi
Napoleone Cozzi (Trieste, 5 febbraio 1867 – Monza, 23 dicembre 1916) è stato un alpinista, pittore e decoratore italiano.
Fu uno dei primi interpreti dell'alpinismo senza guida nelle Dolomiti e precursore dell'arrampicata sportiva a Trieste, avendo individuato per primo nelle falesie della Val Rosandra un luogo privilegiato di allenamento; anni dopo la sua morte vi fiorì la prima scuola italiana di roccia sotto la guida di Emilio Comici, suo ammiratore e continuatore ideale.

## Biografia
Triestino ma di famiglia friulana originaria di Travesio, si distinse presto sia per le sue doti artistiche che per quelle sportive: frequentò la scuola di disegno Banco Modello sotto la guida del maestro Eugenio Scomparini, praticò il cannottaggio, la corsa e fu maestro di scherma e pattinaggio presso la Società Ginnastica Triestina. Fece parte, fin dalla minore età, della Società degli Alpinisti Triestini che nel 1885 divenne la Società Alpina delle Giulie, dove fu cooptato nella Commissione Grotte. Fu alpinista di punta a cavallo fra il XIX e il XX secolo a capo della cosiddetta "Squadra Volante". Aderì all'irredentismo e subì anche un processo per terrorismo nel 1904, ma dal quale fu assolto. Nel 1914 si allontanò da Trieste e si arruolò nell'esercito italiano. Morì in seguito a malattia a Monza nel 1916.

### La Squadra Volante

Cozzi mentre si allena in Val Rosandra

A cavallo dei secoli XIX e XX fu il capocordata della cosiddetta "Squadra Volante" (a cui aderirono, tra gli altri, Alberto Zanutti, Giuseppe Marcovig, Antonio Carniel e Tullio Cepich) che si distinse per la soluzione di molti problemi alpinistici dell'epoca nelle Alpi Orientali, tra i quali resta celebre il passaggio chiave del Campanile di Val Montanaia - tuttora noto come "Fessura Cozzi" - al centro anche di una famosa "beffa alpinistica" quando la "Squadra della Scarpa Grossa" (Gilde zum große Kletterschuh) di W. von Glanvell e K.G. von Saar soffiò a Cozzi e compagni la conquista del Campanile proprio grazie alle informazioni a lui carpite la sera prima. La Squadra Volante ebbe comunque modo di effettuare diverse prime ascensioni nel gruppo del Civetta, del Cridola e nelle Alpi Carniche, ritagliandosi un ruolo di rilievo nella stagione del V grado.
A differenza del suo mentore Julius Kugy, Napoleone Cozzi avversò l'utilizzo di guide alpine e per acquisire la necessaria dimestichezza con la roccia, analogamente a molti altri suoi contemporanei europei appartenenti alla prima generazione di alpinisti senza guida, inaugurò a Trieste la consuetudine di allenarsi arrampicando su palestre di roccia naturali in Val Rosandra precorrendo la moda dell'arrampicata sportiva.

### Il processo per le bombe alla Ginnastica Triestina
Nel 1904 le guardie imperial-regie trovarono delle bombe "alla Orsini" nascoste sotto l'impiantito della palestra della Ginnastica Triestina. Il 15 luglio Napoleone Cozzi fu arrestato assieme ad altri cospiratori per alto tradimento. Nell'anno successivo fu inviato a processo a Vienna, fu un caso internazionale: ci fu persino un tentativo di interferenza di Francesco Crispi tramite l'ambasciata di Berlino. Cozzi alla fine venne assolto e fu liberato dopo 10 mesi di carcere. Dieci anni dopo si allontanò da Trieste raggiungendo la famiglia a Travesio. All'entrata in guerra dell'Italia venne arruolato come sergente nel Battaglione alpini "Tolmezzo", risultando suddito del Regno d'Italia per via delle origini familiari e non risultando quindi disertore per l'Impero austro-ungarico. Morì nel sanatorio di Monza nel dicembre 1916 per una non meglio identificata malattia (lo scrittore Livio Isaak Sirovich ha ipotizzato trattarsi di sifilide).

## Attività artistica
Assieme al suo maestro Eugenio Scomparini decorò l'interno del Politeama Rossetti di Trieste ed il Teatro di Zagabria. Da solo decorò il teatro di Pirano, mentre a Trieste suoi furono gli affreschi del Caffè San Marco, degli interni della sede della Ginnastica Triestina e del Nuovo Frenocomio. Alcuni studiosi, prima fra tutti Melania Lunazzi nel catalogo della prima mostra monografica dedicata a Cozzi nel 2007, gli attribuiscono anche gli affreschi di casa Caprin.
Il suo stile era influenzato dal simbolismo e dallo Jugendstil con un'impronta neorinascimentale e neotiepolesca acquisita dal maestro Scomparini. Come artista fu molto apprezzato da Silvio Benco che ne lodò soprattutto la rapidità nell'esecuzione, caratteristica congeniale alla realizzazione dei suoi peculiari acquerelli dipinti durante le sue scalate in montagna.

### I taccuini di acquerelli
Ad oggi si conoscono sette taccuini di acquerelli realizzati da Napoleone Cozzi. Tre sono custoditi alla Società Alpina delle Giulie, uno ai Civici Musei di Trieste e gli altri si trovano in collezione privata.
Quelli presenti in collezione privata sono i più antichi, databili tra il 1888 e il 1889: sono stati realizzati durante il servizio di leva prestato da Napoleone Cozzi come alpino tra le montagne del Friuli e del Veneto.
Gli altri taccuini, due datati 1898 (Pasqua e Estate), uno 1902 e uno 1907, sono i più narrativi e raccontano le scalate realizzate dalla Squadra Volante nelle Alpi Friulane e nelle Dolomiti. Sono una testimonianza preziosa di avventurose scorribande e un racconto per immagini di come si viaggiava e si arrampicava in quegli anni, riportando scorci di località alpine, avvenimenti, manufatti e situazioni.

## Salite sulle Alpi
Nel seguente elenco sono riportate alcune delle salite più significative di Napoleone Cozzi sulle Alpi.
- Creta Grauzaria m 2065 (Alpi Tolmezzine Orientali); Parete e cresta Sud - via "Direttissima", con Tullio Cepich; 8-9 settembre 1900.[9]
- Punta Cozzi m 2382 (Dolomiti Friulane - Gruppo del Cridola); prima ascensione assoluta - via normale, con Giuseppe Marcovig e Alberto Zanutti; 4 settembre 1902.[10]
- Torre Venezia m 2337 (Dolomiti di Zoldo - Gruppo del Civetta); prima ascensione assoluta - via normale, con Alberto Zanutti, Antonio Carniel e Tullio Cepich; 16 luglio 1909.[11]
- Torre Trieste m 2458 (Dolomiti di Zoldo - Gruppo del Civetta); prima ascensione assoluta - via normale, con Alberto Zanutti; 14 luglio 1910.[12]

## Intitolazioni
Il 19 ottobre 1930 la Società Alpina delle Giulie gli intitolò un suo rifugio sul Tricorno a 2150 m nei pressi della Sella Dolič che dopo la seconda guerra mondiale fu ribattezzato Tržaška koča na Doliču ("rifugio dei Triestini"). Il Comune di Trieste gli dedicò nel 1956 una via nel rione di San Giovanni. La punta Cozzi, vetta da lui conquistata, gli fu intitolata dopo che inizialmente lo stesso l'aveva erroneamente identificata come monte Toro
.